# Місія Капніста
Місія Капніста — таємна поїздка відомого українського дворянина Василя Капніста до Пруссії, що відбулася у 1791 році, з проханням до прусського уряду підтримати можливе антиросійське повстання в Україні. Капніст діяв за дорученням проукраїнськи налаштованої частини дворянства українських земель; «ядро» цих дворянських кіл становили члени Новгород-сіверського патріотичного гуртка. Прибувши до Берліна, він звернувся до уряду з проханням аудієнції у короля Пруссії Фрідріха-Вільгельма II. Капніста було скеровано до кабінет-міністра графа Герцберга.
Під час зустрічі з Герцбергом Василь Капніст сказав, що прибув на прохання своїх земляків з України, або Малоросії (друга назва), які доведені до розпачу тиранією російського уряду, зокрема князя Потьомкіна. І що земляки хотіли би знати, чи можуть у разі війни Росії з Пруссією розраховувати на підтримку прусського короля, якщо спробують «скинути російське ярмо». Капніст пояснив, що йдеться про країну колишніх запорозьких козаків, в яких було забрано всі привілеї і яких «поставлено під стопу росіян». Це був час напруження у відносинах Пруссії і Росії, була висока імовірність війни між цими державами. Герцберг відповів, що справу війни між Пруссією і Росією не вирішено й тому однозначної відповіді на цю пропозицію прусський уряд надати не може. Дослідники вважають, що Капністу таки була надана «таємна» аудієнція Фрідріха-Вільгельма II, але ніяких результатів вона не мала.
Хоча ця місія не мала наслідків, проте демонструвала незгоду частини українців з ліквідацією Гетьманщини й бажання боротися за відновлення державності. Це призвело до пошуку українськими патріотами нових союзників у боротьбі з російським імперіалізмом. Для самого Капніста ця місія не призвела до жодних результатів, так як довгий час залишалася в повній таємниці. Відомості про місію Капніста з'явилися тільки в 1860-х роках, через 40 років після смерті Василя Капніста. Деякі російські урядовці хотіли позбавити все ще впливовий в Україні рід Капністів дворянства, але цього зроблено не було.